# Dominic Parsons
Dominic Edward "Dom" Parsons (ur. 8 września 1987 w Westminster) – brytyjski skeletonista, olimpijczyk.

## Kariera
W zawodach Pucharu Świata zadebiutował 14 grudnia 2012 roku w La Plagne, zajmując siedemnaste miejsce. Pierwsze podium wywalczył 30 listopada 2013 roku w Calgary, gdzie był trzeci za Łotyszem Martinsem Dukursem i Rosjaninem Aleksandrem Trietjakowem. Najlepsze wyniki osiągnął w sezonie 2014/2015, kiedy zajął piąte miejsce w klasyfikacji generalnej. W 2014 roku wystartował na igrzyskach olimpijskich w Soczi, zajmując dziesiąte miejsce. Był też między innymi piąty na rozgrywanych w 2015 roku mistrzostwach świata w Winterbergu.